# Expedición 38
La Expedición 38 fue la 38.ª estancia de larga duración en la Estación Espacial Internacional.

## Tripulación
| Posición             | Primera parte (noviembre de 2013)              | Segunda parte (noviembre de 2013 a marzo de 2014) |
| -------------------- | ---------------------------------------------- | ------------------------------------------------- |
| Comandante           | Oleg Kotov, RSA Tercer vuelo espacial          | Oleg Kotov, RSA Tercer vuelo espacial             |
| Ingeniero de vuelo 1 | Sergey Ryazansky, RSA Primer vuelo espacial    | Sergey Ryazansky, RSA Primer vuelo espacial       |
| Ingeniero de vuelo 2 | Michael S. Hopkins, NASA Primer vuelo espacial | Michael S. Hopkins, NASA Primer vuelo espacial    |
| Ingeniero de vuelo 3 |                                                | Koichi Wakata, JAXA Cuarto vuelo espacial         |
| Ingeniero de vuelo 4 |                                                | Richard Mastracchio, NASA Cuarto vuelo espacial   |
| Ingeniero de vuelo 5 |                                                | Mikhail Tyurin, RSA Tercer vuelo espacial         |

## Curiosidades
Esta misión en particular tuvo como peculiaridad que los tripulantes llevaron la antorcha de los Juegos Olímpicos de Sochi 2014 como parte del recorrido promocional de las olimpiadas, y con la idea de mostrar la misma en una de las caminatas espaciales programadas. No obstante, la antorcha no se pudo encender debido a que la llama representa una potencial amenaza de fuego.